# 曼斯菲尔德 (密苏里州)
曼斯菲尔德（英語：Mansfield）是一个美國城市，位於密苏里州赖特郡。根據2010年的人口普查，當地人口為1,296人。

## 地理
根据美国人口普查局，该城市的总面积為1.90平方英里（4.92平方），其中1.88平方英里（4.87平方）為陸地，0.02平方英里（0.05平方）為水域。

### 2010年人口普查
根據2010年人口普查，當地人口為1,296人，有568個家庭，其中322個家庭居住在城市。